# Sarcomyxa
Sarcomyxa är ett släkte av svampar som beskrevs av Petter Adolf Karsten. Sarcomyxa ingår i familjen trådklubbor, ordningen skivlingar, klassen Agaricomycetes, divisionen basidiesvampar och riket svampar.
Släktet innehåller bara arten Sarcomyxa serotina.